# Índice Elcano de presencia global
El Índice Elcano de Presencia Global es un índice sintético, elaborado por el Real Instituto Elcano, que ordena, cuantifica y agrega la proyección exterior y el posicionamiento internacional de los países. Su finalidad es mostrar la situación actual y la evolución histórica de la presencia exterior de países y regiones, tanto en el ámbito global como en el europeo. 
El Índice se suma a los esfuerzos realizados desde el mundo académico, algunos organismos internacionales y diversos think tanks, para conceptualizar la globalización y la capacidad que tienen los diferentes países de moldear ese proceso a partir de su posicionamiento internacional en distintos ámbitos.
En el terreno teórico, ese debate ha prestado atención a los nuevos equilibrios mundiales después de la Guerra Fría, a la aparición de potencias emergentes en una economía cada vez más interdependiente y a conceptos más complejos de poder en las relaciones internacionales como el poder blando. También existen ya algunos intentos de operacionalizar algunas dimensiones vinculadas con estos fenómenos –como por ejemplo la apertura y competitividad económicas, el compromiso con el desarrollo o la reputación e imagen–, que sirvan para la comparación internacional. El Índice Elcano de Presencia Global busca complementar estos análisis con una medición general y agregada del posicionamiento internacional de los países en el mundo globalizado, siendo la primera propuesta comprehensiva, integral y multidisciplinar de ofrecer una métrica de las relaciones internacionales desde el punto de vista de sus resultados, y aislando el esfuerzo de los Estados.

## Metodología y estructura
Elaborado anualmente desde 2010 y contando con una serie que inicia en 1990, el índice actualmente se calcula sobre la base de 66.348 datos para 130 países.
Se divide en tres dimensiones: económica, militar y blanda, cada una con los siguientes indicadores:
- La presencia económica se mide a través de las exportaciones de energía, bienes primarios, manufacturas y servicios, así como de las inversiones directas en el exterior.
- La presencia militar se mide con las tropas desplegadas en el extranjero y con el equipamiento militar.
- La presencia blanda se mide a través de las migraciones; el turismo; el rendimiento deportivo en competiciones internacionales; la proyección cultural; la informativa; las patentes internacionales y los ingresos recibidos por el uso de la propiedad intelectual; los artículos publicados en revistas científicas; el número de estudiantes extranjeros; y la inversión en ayuda al desarrollo.

También se calcula la presencia global del conjunto de la Unión Europea como si fuera un único actor político. Esta medición se complementa con la del Índice Elcano de Presencia Europea, que captura la internacionalización de los Estados miembros en el ámbito estricto de la Unión. Asimismo, para algunos países o agrupaciones, se realiza el cálculo desagregado de la presencia global por origen geográfico (comunidades autónomas en España, Estados miembros en la UE) y por destino (distribución geográfica de la presencia global de España y de la UE).
Tanto el Índice Elcano de Presencia Global como el Índice Elcano de Presencia Europea permiten comparaciones internacionales y temporales, siendo una herramienta útil para:
- analizar las tendencias globales en la presencia internacional (evolución de la multipolaridad y la bipolaridad, globalización, ascenso o declive de determinadas potencias y regiones, o mayor o menor protagonismo de las relaciones blandas frente a las duras).
- examinar la política exterior de los países para los que se calcula (valoración de los esfuerzos en función de los resultados obtenidos, análisis sectorial de la presencia, relación entre presencia e influencia, o distancia entre presencia objetiva y percepción subjetiva).